# Traian, Satu Mare
Traian este un sat în comuna Doba din județul Satu Mare, Transilvania, România.

### Istoricul localității
Satul a fost fondat în anul 1926 sub denumirea Principele Mihai când în jur de 70 de familii venite din părțile estice ale județului Satu Mare în configurația pe care o avea în perioada interbelică și din Maramureșul istoric au fost împroprietărite pe terenurile obținute după exproprierea latifundiarului O. Schwartz. Fiecărei familii colonizate i-au fost repartizate câte 16 jugăre cadastrale și un loc de casă pe care le-au plătit statului român în decursul mai multor ani. Satul a fost numit inițial Principele Mihai, după numele mlădiței regale de Hohenzollern de atunci, actualul Mihai I al României.

### Satul în perioada interbelică
Din anii 1926-1927 s-au păstrat informații cu privire la activitatea unui cor al satului, precum și o formație de teatru alături de un cor al bisericii. În anul 1938 s-a terminat și construirea unei școli primare.

### După cel de-al Doilea Război Mondial
Odată cu instaurea comunismului în România satul nu a mai putut să-și păstreze denumirea interbelică astfel că denumirea i-a fost schimbată în Traian, la propunerea secretarului notariatului, Eugen Bărbosu. Numele satului a fost dat în amintirea împăratului roman. 